# هولکهم
هولکهم (به انگلیسی: Holkham) یک روستا و محله مدنی در بریتانیا است که در North Norfolk واقع شده‌است. هولکهم ۲۳٫۹۲ کیلومتر مربع مساحت و ۲۲۰ نفر جمعیت دارد.